# Цимбалюк Юрій Васильович
Юрій Васильович Цимбалюк — український перекладач, латиніст, кандидат філологічних наук, професор. Спеціалізується на перекладах античної літератури, а також пам'яток епохи Відродження та фольклору.

## З біографії
У 1965 році закінчив класичне відділення факультету іноземних мов Львівського університету імені Івана Франка.
Після короткого періоду роботи у Чернівцях опинився в Запоріжжі, де викладав латинську та німецьку мови на загальнонауковому факультеті Дніпропетровського університету.
У 1967 році вступив до аспірантури під керівництвом професора С. П. Самійленка. У 1971 році захистив кандидатську дисертацію на тему «Структурні типи латинських запозичень в українській мові». Працював на кафедрі французької мови, де згодом став доцентом.
У 1975 році очолив кафедру іноземних мов Запорізького медичного інституту, але згодом відмовився від адміністративної посади, віддавши перевагу науковій роботі.
З 1982 до 2000 року працював доцентом цього вишу. У 2000 році перейшов до Класичного приватного університету, де обійняв посаду професора кафедри англійської філології.

## Перекладацька діяльність
Юрій Цимбалюк відомий як перекладач пам'яток античної літератури, латинських афоризмів та творів епохи Ренесансу. У його перекладах українською мовою вийшли:
- Апулей. Метаморфози, або Золотий осел — (1982)
- Апулей. Метаморфози, або Золотий осел [Текст] / Апулей ; пер. з лат. Й. Кобов, Ю. Цимбалюк ; Ін-т л-ри ім. Т. Г. Шевченка НАН України. — Х. : Фоліо, 2004. — 319 с. — (Бібліотека світової літератури). — ISBN 966-03-2352-2 (перевидання 2013)
- Плутарх. Порівняльні життєписи. — Київ: Стилет і стилос, 2023.
- Томас Мор. Утопія
- Томмазо Кампанелла. Місто Сонця
- Ульріх фон Гуттен, Крот Рубеан. Листи темних людей
- Луціан Ридель. Ференіка і Пейсідор
- Латинські прислів'я та приказки
- Дамоклів меч: Антична новела. З старогрецької та латини пер. Йосип Кобів та Ю. Цимбалюк. — Київ: Дніпро, 1984 («Вершини світового письменства»).
- Віхи в історії античної естетики (упорядник — Йосип Кобів). — Київ: Мистецтво, 1988.

## Наукова діяльність
Автор кандидатської дисертації про латинські запозичення в українській мові. Досліджував порівняльну фольклористику, зокрема зв'язки між римськими, українськими та російськими фольклорними традиціями.
- Цимбалюк, Юрій Васильович. Англо-латинсько-українсько-російський словник афоризмів [Текст] / Ю. В. Цимбалюк. — К. : Грамота, 2009. — 408 с. — ISBN 978-966-349-173-8
- Латинські крилаті вирази [Текст] / пер. з латин., упорядкув. Ю. В. Цимбалюка. — Х. : Фоліо, 2010. — 287 с. : іл. — 1500 прим. — ISBN 978-966-03-4823-3
- Латинські крилаті вирази [Текст] / [пер. з латин., упоряд. Цимбалюк Ю. В.]. — Х. : Фоліо, 2012. — 286, [1] с. : іл. — 2000 прим. — ISBN 978-966-03-4823-3
- Цимбалюк, Юрій Васильович. Відлуння античності. Латинські гасла сучасності [Текст] / Ю. В. Цимбалюк. — Київ: Грамота, 2017. — 247 с. — Бібліогр.: с. 240—244. — 1000 прим. — ISBN 978-966-349-612-2